# Независно друштво новинара Војводине
Независно друштво новинара Војводине (НДНВ) је удружење грађана са седиштем у Новом Саду. Представља најстарије независно удружење новинара на простору бивше Југославије, које је 1990. настало као израз револта против медијске политике Слободана Милошевића.
Чланови друштва су новинари запослени у дневним и локалним новинама, стручним часописима, радио-станицама, телевизији. На сајту удружења се износи да НДНВ има за циљ неговање слободног објективног и професионалног новинарства, залагање за права и интересе новинара, као и залагање за вредности грађанског друштва.
НДНВ је од оснивања био проглашаван „продуженом руком страних сила” на основу чињенице да је више од 80% њихових активности претходних 20 година финансирано од стране контроверзних међународних невладиних организација попут Рокфелер Фондације, Националног фонда за демократију, IREX-а, као и директно од стране амбасада Сједињених Америчких Држава и Аустралије. Због такве политике су били на мети напада појединих медија и организација.

## Историја
НДНВ је невладина организација новинара основана 17. јануара 1990. године у Новом Саду, као прва организација те врсте у СФР Југославији. Оснивачка скупштина је одржана у сали Српског народног позоришта, а новоформираној организацији је том приликом приступило 270 новинара из готово свих војвођанских медија.
Када су започели ратови у СФРЈ, медији су престали истинито извештавати, па су новинари (чланови) НДНВ свакодневно из својих просторија (Ул. Змај Јовина) Новосађанима, уз помоћ разгласа, читали вести које нису смеле бити објављене у медијима. Акција се звала "Прозор", а често се дешавало да се испод прозора НДНВ-а окупи и по неколико хиљада грађана. Био је то истовремено и колективни протест против рата и неистинитог информисања.
Након пада режима 2000. године, НДНВ се дезинтензивирао, али је неколико чланова 2004. године покренуо ревитализацију Друштва. Од тада, НДНВ броји више од 500 чланова, а покретач је и иницијативе "Грађанска Војводина". Оптуживани су да политички и селективно прате и јавно објављују, попут недостатка реакције на коментаре хрватског председника Зорана Милановића који је Србе назвао "барбарима" и изостанка реакције на говор социлога Јање Беч Нојман на јавном скупу „Шетња за Војводину”, а да је са друге стране тадашњи председник удружења Недим Сејдиновић политичке и медијске неистомишљенике вређао и називао колеге погрдним именима након откривања података о финансирању рада удружења од стране политичких организација и фондација из иностранства.

## Председници
| # | Фотографија | Име (Рођен-преминуо)        | Мандат | Мандат        | Напомена | Напомена |
| - | ----------- | --------------------------- | ------ | ------------- | -------- | -------- |
| 1 |             | Миодраг Миле Исаков (1950–) | 1990   | 1998          | -        |          |
| 2 |             | Димитрије Боаров (1946–)    | 1998   | 2002          | -        |          |
| 3 |             | Петар Петровић (1949–)      | 2002   | 2006          | -        |          |
| 4 |             | Динко Грухоњић (1970–)      | 2006   | 2014          | -        |          |
| 5 |             | Недим Сејдиновић (1972–)    | 2014   | 2019          | -        |          |
| 6 |             | Норберт Шинковић (1985–)    | 2019   | 2022          | -        |          |
| 7 |             | Слађана Глушчевић           | 2022   | Мандат у току | -        |          |

## Доприноси
Од 1992. године НДНВ је почео објаљивати Војвођански грађански лист Независни, који је то целокупног свог излажења (престао излазити 2002. године) имао изразито грађанску, антинационалистичку и антиратну оријентацију. Данас, НДНВ уређује информативни портал Аутономија инфо, а 2006. године у просторијама НДНВ-а је отворен Медија центар Војводине. Под окриљем НДНВ-а делује и Војвођански истраживачко-аналитички центар (VOICE) који представља истраживачки центар НДНВ-а.
НДНВ сваке године додељује Годишњу награду НДНВ-а новинарима за новинарски допринос демократизацији друштва и промоцију вредности грађанске Војводине.

## Награде
Удружење је добитник годишње награде војвођанског омбудсмана за развој људских права на територији покрајине за 2008. годину.

### Годишња награда НДНВ
Годишња награда НДНВ је признање које Независно друштво новинара Војводине (НДНВ) уручује најбољим новинарима на подручју Србије. Додељује новинарима који су се током те године исказали у новинарској храбрости ризикујући властити и интегритет новинарске струке, а све у циљу расветљавања већ непознатих политичких и друштвених процеса.
Награда је успостављена на 20. годишњици постојања НДНВ-а, 16. јануара 2010. године, када је установљена и Награда НДНВ-а за целокупан новинарски допринос демократизацији друштва и промоцију вредности грађанске Војводине. Том приликом награда је уручена Жужани Серенчеш, новинарки Радија Слободна Европа.

#### Лауреати
- Бранка Драговић Савић (2010)
- Мирко Ђорђевић (2011)
- Наташа Крстин (2012)
- Норберт Шинковић (2012)
- Дашко Милиновић (2013)
- Младен Урдаревић (2013)
- Миодраг Совиљ (2013)
- Игор Михаљевић (2013)
- Александар Рељић (2014)
- Теофил Панчић (2015)
- Божо Иштван (2016)[2]
- Маја Леђенац (2019)[13]
- Борис Дежуловић и Стефан Јањић (2020)[14]
- Ана Лалић (2021)[15]
- Денис Колунџија (2022)[16]
- Ксенија Павков (2023)[17]
- Фондација Славко Ћурувија (2024)[18]